# Сими
Си́ми (греч. Σύμη) — остров в Эгейском море, входит в группу островов Додеканес.
Принадлежит Греции. Вместе с несколькими необитаемыми соседними островами образует общину (дим) Сими, входящую в периферийную единицу Родос периферии Южные Эгейские острова. Площадь острова — 58,1 км², вместе с соседними островками — 65,754 км². Население общины составляет 2590 человек на 2011 год. Плотность населения — 39,4 человек/км².
На острове действует Симская митрополия в юрисдикции Константинопольского патриархата.

## География

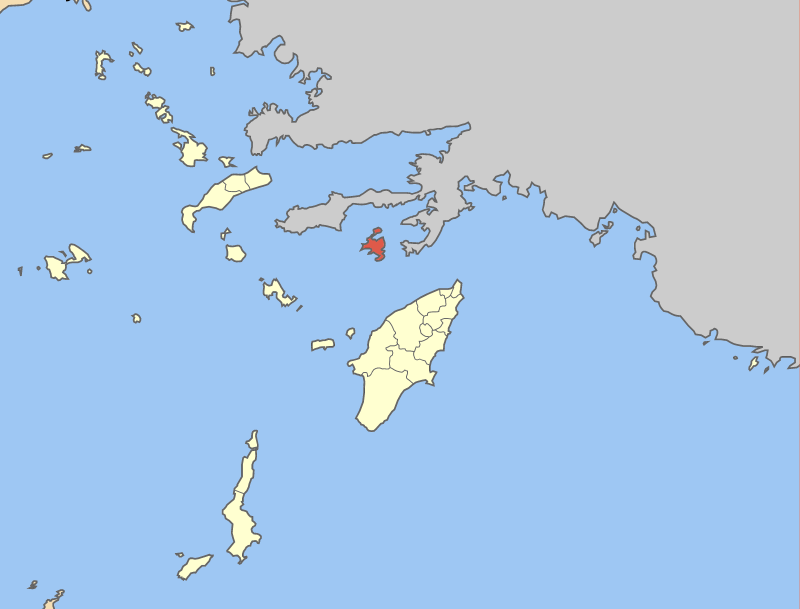
Остров Сими на карте Эгейского моря

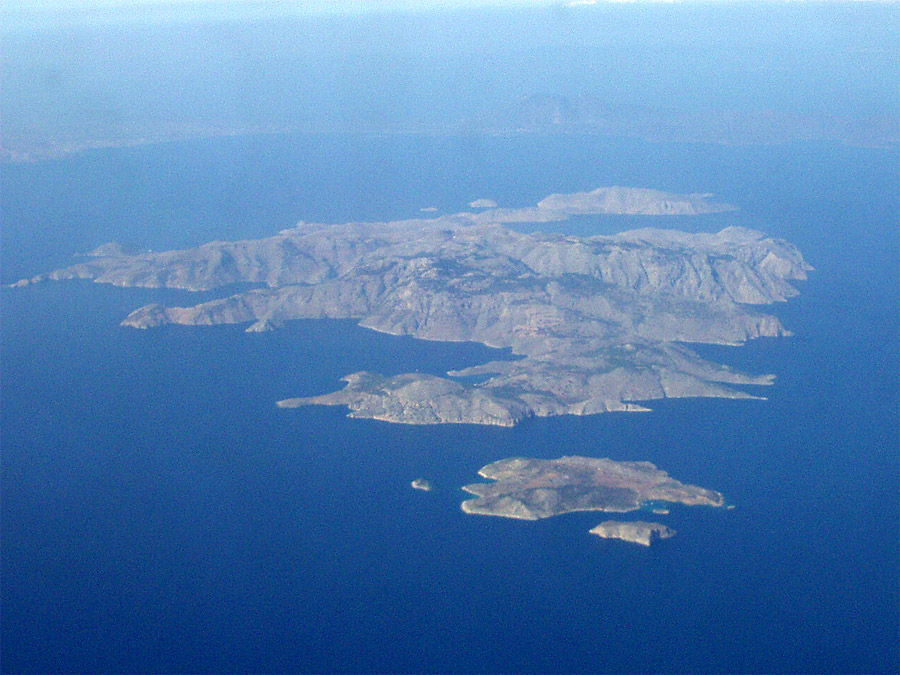
Остров Сими с соседними островами

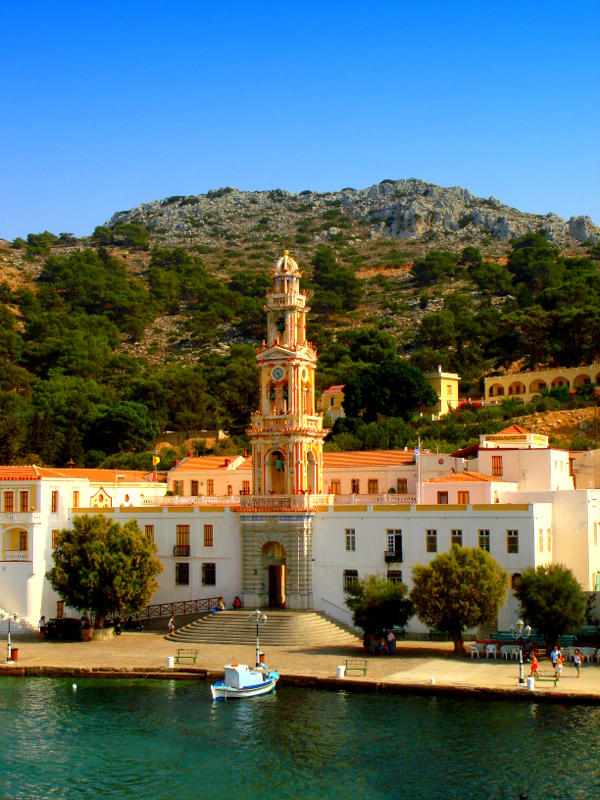
Остров Сими, монастырь Панормитис, посвящённый св. Архангелу Михаилу

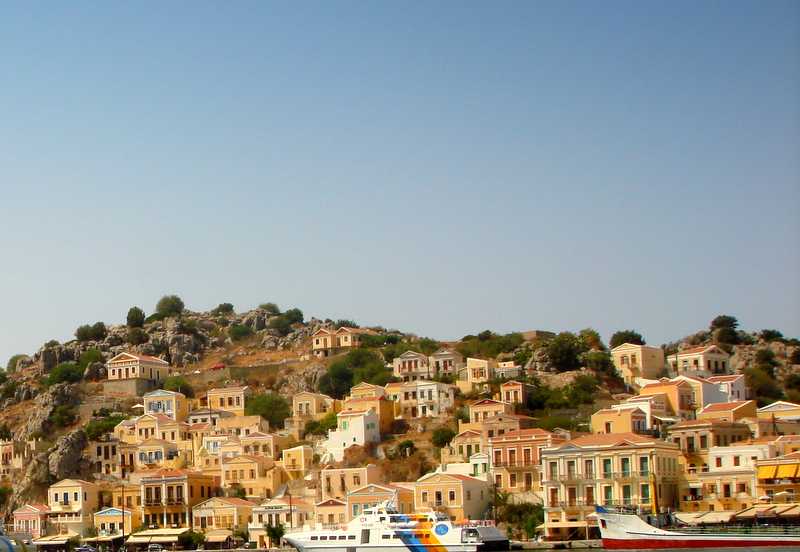
Панорама городa

Остров находится в юго-восточной части Эгейского моря, на расстоянии всего 9 км от берегов Малой Азии (Турция), в 23 км к северу от острова Родос и приблизительно в 400 км к юго-востоку от Афин. Берега Сими сильно изрезаны, в длину он достигает 11,5 км, в ширину — 9 км. Поверхность гористая, наибольшая высота — 616 м над уровнем моря. Источники пресной воды на острове отсутствуют.
Практически всё население сосредоточено в одноимённом городке на севере острова, возникшем возле средневекового византийского укрепления. На острове большое количество монастырей и часовен (около 200). Наиболее известный из них — монастырь Панормитис, посвящённый св. Архангелу Михаилу, расположенный на южном побережье острова.
К общине Сими относятся также находящиеся поблизости необитаемые острова Нинос, Хондрос, Диаватес, Галезино, Мармарас, Кулундрос и Сескли.

## История и население
В прошлом остров принадлежал последовательно персам, македонянам, римлянам, византийцам, Османской империи и играл значительную роль в торговых и экономических отношениях этой части Средиземноморья. Наиболее развитыми на Сими было судостроение — благодаря своей быстроходности корабли, изготовленные на местных верфях, закупались турецкой морской почтовой службой, а также добыча морских губок. В конце XIX века население острова составляло 30 тысяч человек. В настоящее время основными занятиями жителей является обслуживание туристов и рыболовство.
После Первой мировой войны остров принадлежал Италии, в 1943—1945 годы был оккупирован немецкими войсками. С 1947 года входит в состав Греции.

## Уроженцы
- Валсамис, Костас — известный греческий и французский скульптор.

## Храмы
- Монастырь Панормитис в честь святого Архангела Михаила